# Colonia Nueva, Veracruz
Colonia Nueva är en ort i Mexiko.   Den ligger i kommunen Tierra Blanca och delstaten Veracruz, i den sydöstra delen av landet, 300 km öster om huvudstaden Mexico City. Colonia Nueva ligger 67 meter över havet och antalet invånare är 172.
Terrängen runt Colonia Nueva är huvudsakligen platt, men åt sydväst är den kuperad. Terrängen runt Colonia Nueva sluttar österut. Runt Colonia Nueva är det ganska tätbefolkat, med 67 invånare per kvadratkilometer. Närmaste större samhälle är Tetela, 12,5 km nordväst om Colonia Nueva. Trakten runt Colonia Nueva består till största delen av jordbruksmark.